# Skarlin
Skarlin – wieś w Polsce położona w województwie warmińsko-mazurskim, w powiecie nowomiejskim, w gminie Nowe Miasto Lubawskie.

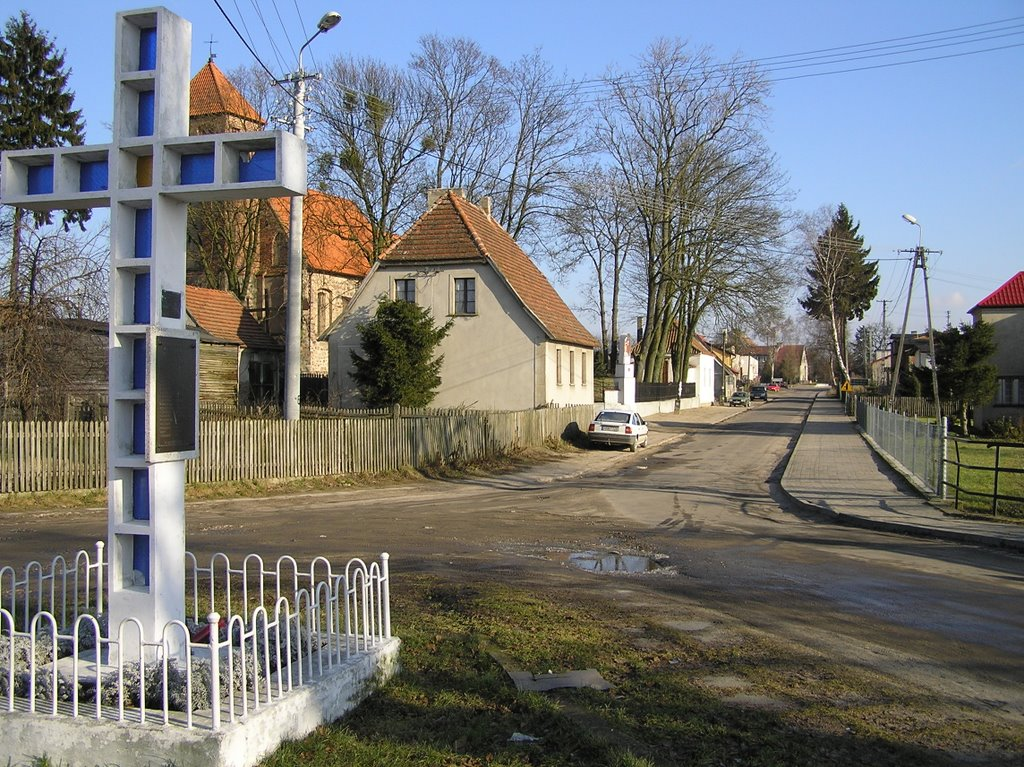
Skarlin - krzyż pomordowanym na wschodzie

W latach 1954–1971 wieś należała i była siedzibą władz gromady Skarlin, po jej zniesieniu w gromadzie Gryźliny. W latach 1975–1998 miejscowość administracyjnie należała do województwa toruńskiego.